# Château de Dave

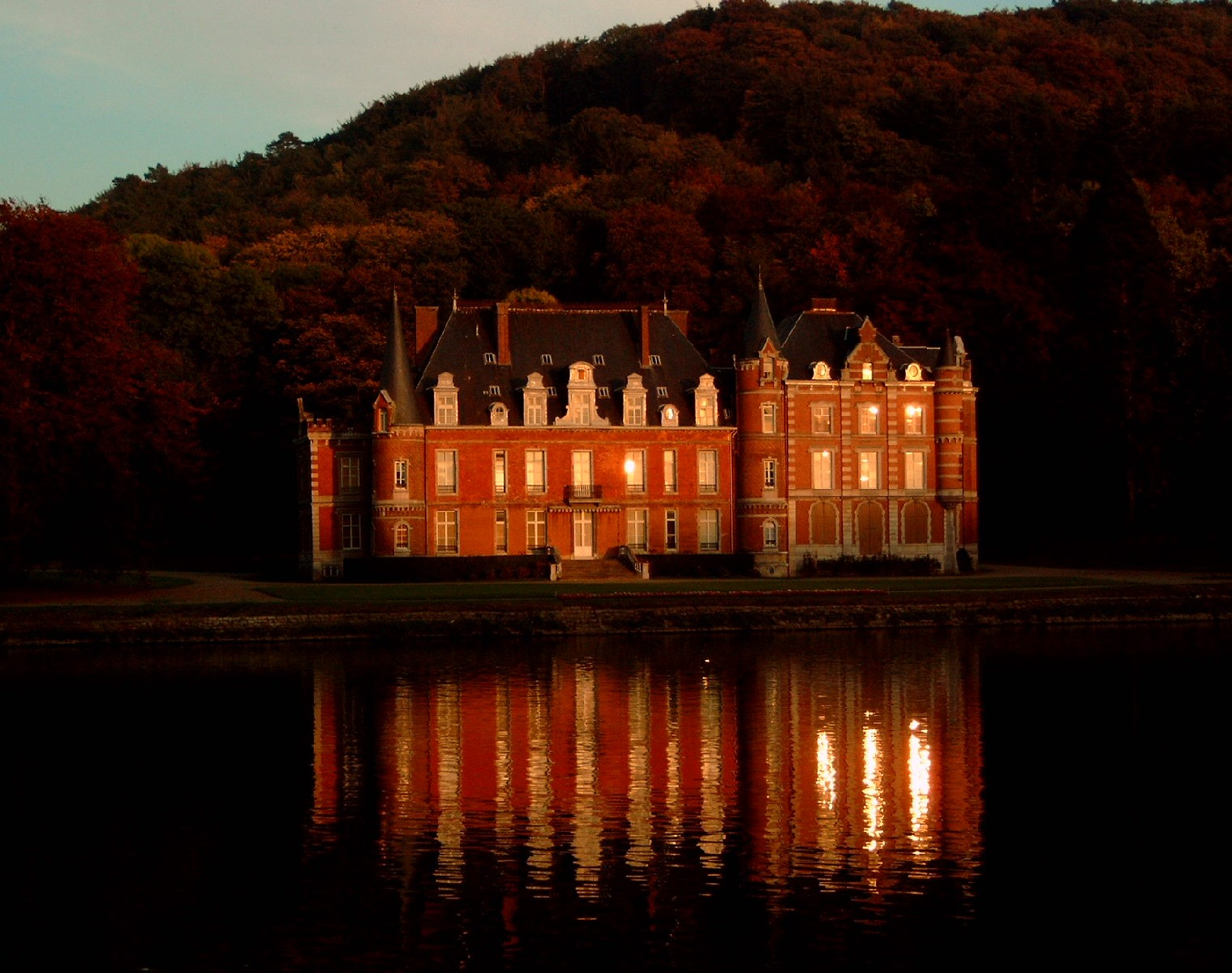
Le château de Dave

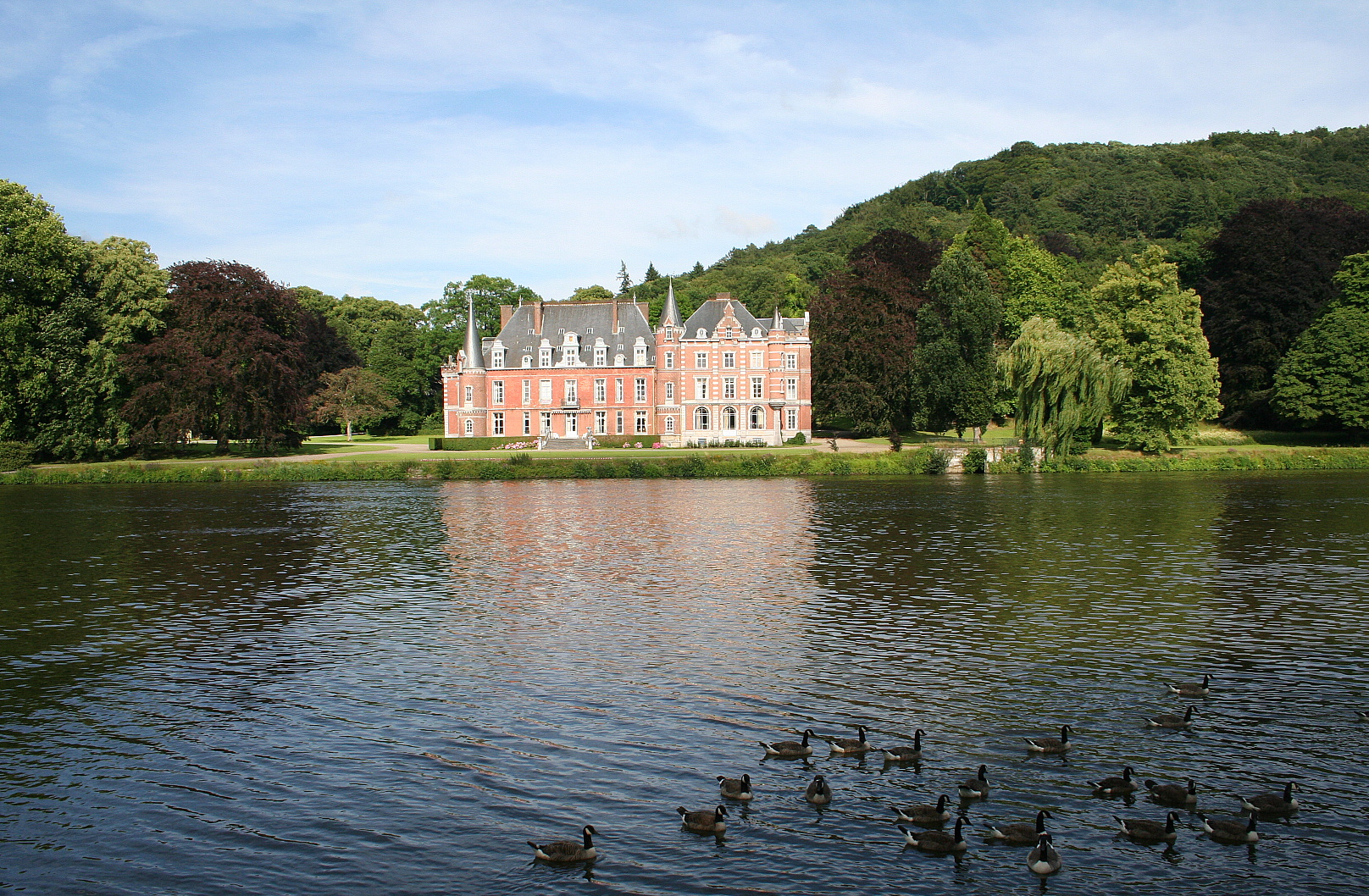
La Meuse et le château

Le château de Dave ou château Fernan-Núñez est un château situé en Wallonie à Dave, dans la commune de Namur, dans la province de Namur. Il se compose de plusieurs bâtisses, les plus anciennes, qui longent la ligne de chemin de fer Namur-Dinant et d'un château du XVIIIe siècle situé au bord de la Meuse. Il est bordé d'un parc de 7 hectares de style anglais, dessiné par Denis et Eugène Bühler, qui renferme quelques variétés d'arbres rares. Les bois qui se situent à l'ouest de la voie ferrée appartiennent au domaine et sont exploités pour leur bois. Le domaine et le château ne sont pas accessibles au public.

## Histoire
Dans Les Délices du Pays de Liège, écrit vers 1740, nous pouvons lire sur ce domaine à la page 219 : 
"Tout est si bien entendu dans la structure de la belle Maison de Dave, & dans les embélissemens de ses dehors, que rien n'y choque. A mesure que les yeux s'y amusent agréablement, l'esprit s'en ocupe avec plaisir. On ne peut disconvenir que ce charmant terrein où la nature à étalé de si beaux traits, est redevable à l'art de les avoir poussés à une si grande délicatesse. Les Seigneur qui y fait son séjour, n'y étale pas moins son excélent goût dans les embélissemens qu'il y a fait, & qu'il augmente tous les jours." 
Cette terre titrée de Vicomté est l'une des plus anciennes de Namur. Warnier de Daules qui la possédait en l'an 1284, la transmit à ses descendants, parmi lesquels se trouve Godefroi de Dave, qui "ayant fait bâtir un Château sur le Rocher dont j'ai parlé, qu'on voit de la Terrasse du Château à droite sur la croupe de la Montagne, demanda de le relever en Fief du Compte de Namur qui étoit alors Guillaume Sire de l'Ecluse (Guillaume Ier de Namur), ce qu'il acorda et accepta le 22 juillet 1372." 
Elle passa l'an 1530 dans la Maison de Boulant et dans celle de Barbançon en 1577. Le dernier possesseur de cette famille fut Henri de Barbancon, qui n'eut que deux filles, Marie & Bonne de Barbançon. La première épousa l'an 1616 Albert de Ligne, Duc d'Aremberg, Prince de Barbancon. 
De ce mariage nâquirent Octave Prince de Barbançon (1643-1693) qui fut Gouverneur de Namur, et une fille donnée en mariage au Duc de Wurtemberg. De la Tige de cet Octave est issue Marie del Patrocinio qui a épousé "Henri-Auguste de Vignacourt, Comte de Lannoy & de la Roche en Ardenne, Baron de Hannef au Païs de Liége, Seigneur de Ronchinne, qui poséde présentement la belle Terre de Dave." 
À la suite d'Henri de Wignacourt qui mourut en 1760 sa fille unique Marie-Gabrielle hérita du domaine. Elle avait épousé Alonso de Solis, duc de Montellano à l'abbaye de Roncevaux en 1737. Depuis cette période, le château est en des mains espagnoles. Le 1er mars 1761 le couple chargea Pierre Dupuit, receveur de Dave et procureur au conseil de Namur de relever la terre de Dave et Naninne au nom de la duchesse, devant la cour féodale de Namur. Elle mourut 18 octobre 1791 et légua tous ses biens à son fils unique Alphonse de Solis.   

### Succession postérieure
Ensuite la succession du domaine de Dave s’établit comme suit : 
- Alphonse de Solis, duc de Montellano (1756-) (dernier seigneur féodal de Dave) x M. Laso de la Vega

- María Vicenta de Solís y Vignancourt Lasso de la Vega (1780-) x Carlos José Gutiérrez de los Ríos y Sarmiento de Sotomayor (es) (1779-1822), duc de Fernán Núñez (x 1800)

- María Francisca de Asís Gutiérrez de los Ríos y Solís Vignancourt (Madrid, 1801-1836) x Casó con Felipe María Ossorio y de la Cueva comte de Cervelon, duc de Fernan Nunez

- María del Pilar Ossorio y Gutiérrez de los Ríos, 24e Dame et 2e duchesse de Fernan-Nunez, 7e de Montellano, Princesse de Brabancon, Vicomtesse de Dave && (Madrid, 1829 - Dave, 1921)  x  Manuel Falcó y d'Adda Valcárcel, XIV marquis de Almonacid de los Oteros, duc de Fernan Nunez (Ambassadeur d'Espagne à Paris de 1860-1873) (Milan, 1828 - )  (x 1852)[1]

- Manuel Falcó y Osorio (es) Marquis de la Alameda, duc de Fernan Nunez (Dave, Namur, 1856-Madrid, 1927) x Silvia Álvarez de Toledo y Gutiérrez de la Concha (es) (1873–1931) (x 1896)

- Manuel Falco y Álvarez de Toledo, duc de Fernan Nunez(1896-1936) x Mercedes Anchorena  y Uriburu (1908-1988)[2] (x 1930)

- Manuel Falco y de Anchorena, il est titulaire de 5 grandesses d'Espagne : duc de Fernán Núñez, duc de Bivona, marquis de la Mina, comte de Barajas et comte de Cervellón  (1936-) (Propriétaire actuel) x Cristina Ligues y Creus  (x 1986)